# Dorfkirche Erdmannsdorf

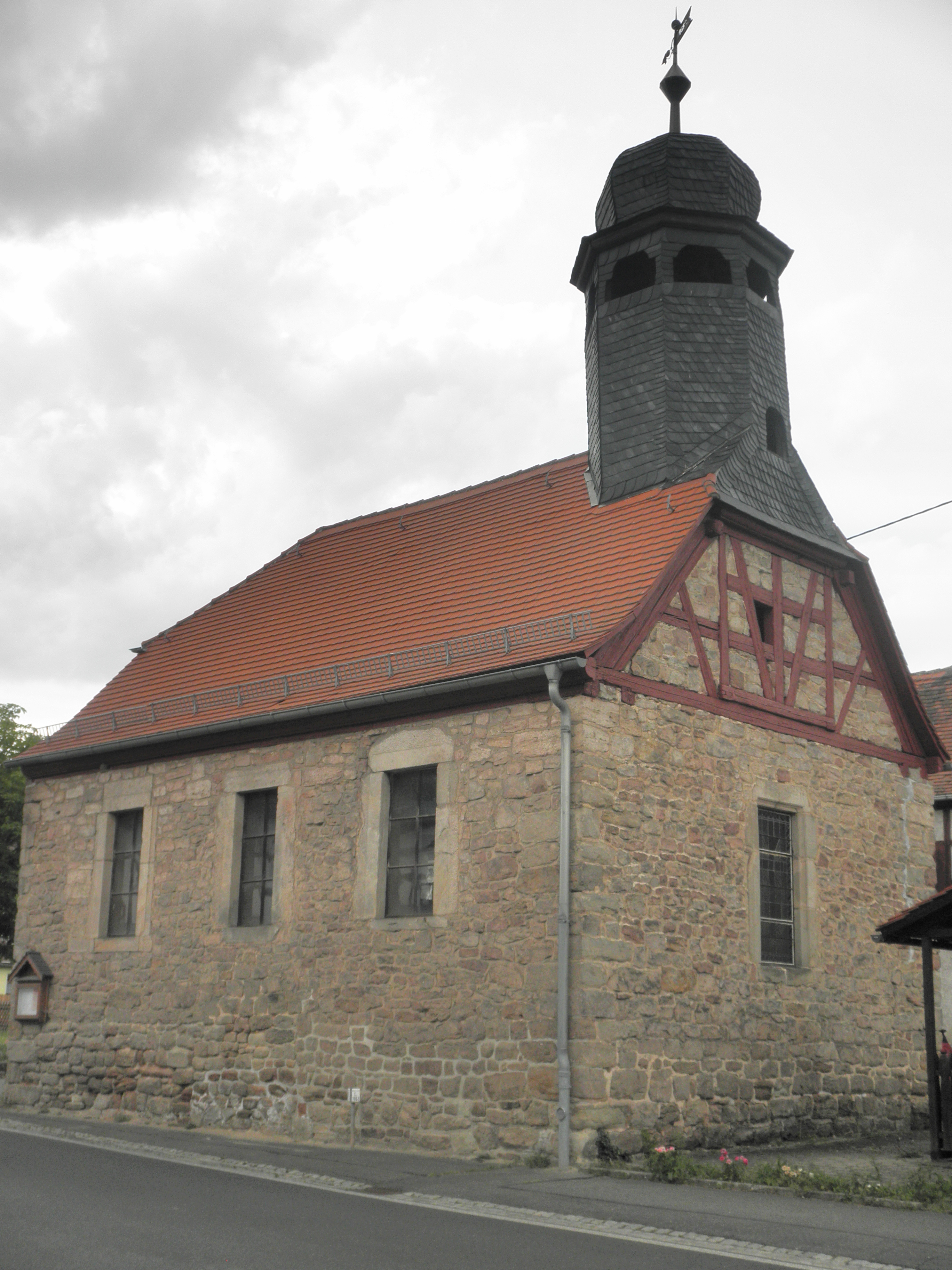
Dorfkirche Erdmannsdorf

Die evangelische Dorfkirche Erdmannsdorf steht im Ortsteil Erdmannsdorf der Gemeinde Lippersdorf-Erdmannsdorf im Saale-Holzland-Kreis in Thüringen.

## Lage
Die Kirche Erdmannsdorf liegt in der Mitte des Dorfes zwischen der Dorfstraße und der Landesstraße 1062.

## Geschichte
1627 wurde die kleine Saalkirche errichtet. Aus dieser Zeit stammen die Balken und Bretter im Schiff. Die aus dem 13. Jahrhundert stammenden Glocken hingen bis zum Zweiten Weltkrieg im Kirchturm. Die Glockeninschriften deuten auf eine zuvor bestehende Kirche oder Kapelle.

## Inneres
Altar, Kanzel sowie ein Buntglasfenster stammen aus der Zeit des Zweiten Weltkriegs. Das Altarkruzifix ist eine volkstümliche Schnitzerei am Kanzelkorb mit Engelsymbolen. Bildhauer Louis Krause aus Stadtroda schuf es 1948. Auf der Westempore steht ein Harmonium. Die Kirche ist aus Feldsteinen erbaut worden. Fachwerk befindet sich oben am Dachstuhl.

## Renovierungen
- 1996/97 Dachdeckung
- 2002 Bankheizungseinbau